# 卡爾·威廉 (拿騷-烏辛根)
卡爾·威廉（德語：Karl Wilhelm，1735年11月9日—1803年5月17日），拿騷-烏辛根親王，1775年至1803年在位。

## 家庭
1760年，卡爾·威廉與萊寧根-達格斯堡的卡羅琳·費莉齊塔結婚，兩人共有1子2女：
1. 卡爾·威廉（1761年—1763年），夭折
2. 卡羅琳（1762年—1823年）
3. 路易絲（1763年—1845年）